# All I Want
All I Want jest to pierwszy singiel z albumu Ixnay on the hombre. Singiel został wydany w grudniu 1996. Na albumie piosenka zajmuje dziesiątą pozycję. Singiel osiągnął #31 w Wielkiej Brytanii i #15 w Australii. Piosenka również znalazła się na grze wideo Crazy Taxi oraz na grze Jugular Street Luge Racing. Piosenka jest najkrótszym singlem w historii zespołu.
Piosenka znajduje się również na piątej pozycji na składance Greatest Hits.

## Lista utworów
1. All I Want (1:55)
2. Way Down the Line (2:37)
3. Smash It Up (3:25)